# ニック・ゲージ
ニック・ゲージ(Nick Gage)。本名ニコラス・ウィルソン（Nicholas Wilson）は、アメリカ合衆国出身のプロレスラーである。身長おおよそ180センチメートル、体重おおよそ110キログラム。 CZW殿堂。 その経歴のほぼ全部を通していわゆるハードコアの舞台を―特にコンバット・ゾーン・レスリングを主戦場として活動してきた。

## 来歴

### 20世紀
ペンシルベニア州のフィラデルフィアに生まれ、ジョン・ザンディグが設立したコンバット・ゾーン・レスリング(CZW)の前身にあたるCZWレスリング・スクールというプロレスラー養成所での訓練を経て、1999年の2月13日にプロレスラーとしてのデビューを行った。 ジャスティス・ペイン―ロボ―リック・ブレードという3名と並んで、CZWの将来を担うための特別研修を受けた看板候補選手としてのデビューであった。
そのデビューからわずか1ヵ月余後―3月27日にさっそくCZWの『ザ・ステイプル・ガン』と題された大会においてCZW世界ヘビー級王座を獲得、この王座の初代獲得者となった。
いわゆる前科者であったことから日本への入国が長きに亘って叶わなかったものの、やがては入国が可能となるに至り、ジョン・ザンディグやワイフビーターらとともにCZW軍の一員として大日本プロレスとの抗争を展開。2000年の6月には新潟長岡を舞台に、ザンディグと組んだうえで大日本プロレスのタッグ王座を獲得した。 同年の8月6日には再びザンディグとのタッグを組み、東京秋葉原駅界隈の特設会場を舞台に、松永光弘∽葛西純組を相手に火炎をふんだんに用いた『ファイヤーデスマッチ』を敢行した。

### 21世紀
ジャスティス・ペイン∽ワイフビーターから引き継いだ『ヘイト・クラブ』(H8 Club)というタッグチームをネイト・ヘイトリッドとともに継続しつつ、CZWを主戦場として活動し続けるうちに、そのヘビー級王座やタッグ王座、アイアンマン王座などのタイトルを幾度も獲得。 2006年に開催されたトーナメント・オブ・デスの第5回大会にあっては、自身5度目の参戦にして遂にその覇者へ。 ヘビー級王座の獲得回数は、2007年12月の『ケージ・オブ・デスⅨ』をもって3回に達した。
2009年にはCZW殿堂入り。 この年の6月6日に開かれたCZWの第8回トーナメント・オブ・デスにあっては、対戦相手のサムタック・ジャックによって蛍光灯ロープに叩きつけられたことで、腋下から尻までにわたる部分の肉が大量に削げ落ち、そのまま大量の出血に襲われながら緊急の空輸で病院に運ばれるという事故に見舞われもした。
2010年になるとおおよそ10年ぶりのものであった大日本プロレスへの参戦が実現し、DJハイドとともに久々の再会を果たした葛西純と組んだうえで、沼澤邪鬼∽竹田誠志∽木高イサミを相手に有刺鉄線やカミソリを用いたデスマッチを戦い抜いた。

## 戴冠歴
- CZW

世界タッグ王座：4回
世界ヘビー級王座：3回
アイアンマン王座：2回
ウルトラバイオレントアンダーグラウンド王座：1回
デスマッチ王座：1回
CZW殿堂
- 大日本プロレス

タッグ王座：1回